# Tachydromia styriaca
Tachydromia styriaca är en tvåvingeart som först beskrevs av Gabriel Strobl 1893.  Tachydromia styriaca ingår i släktet Tachydromia och familjen puckeldansflugor. Inga underarter finns listade i Catalogue of Life.